# Ali Alijew (zapaśnik)
Ali Zurkanajewicz Alijew (ros. Али Зурканаевич Алиев; ur. 29 listopada 1937 w Czochu w Dagestanie, zm. 7 stycznia 1995 w Machaczkale) – radziecki zapaśnik, awarskiego pochodzenia, walczący w stylu wolnym. Trzykrotny olimpijczyk. Czwarty w Tokio 1964 i Meksyku 1968; szósty w Rzymie 1960. Walczył w kategoriach 52 – 57 kg.
Zdobył sześć medali na mistrzostwach świata w latach 1959 – 1967, w tym pięć złotych. Mistrz Europy w 1968 roku.
Mistrz ZSRR w 1959, 1960, 1961, 1963, 1965, 1966, 1967, 1968 i 1970; drugi w 1962. Zakończył karierę w 1970 roku. Trener. Odznaczony orderem Czerwonego Sztandaru Pracy i Znak Honoru. W Rosji odbywa się zapaśniczy turniej jego imienia.